# Nintendocore
Nintendocore (nebo také NEScore, Nintendo rock, video rock, a nerdcore) je hudební žánr, který spojuje agresivní styly moderní rockové hudby s chiptune a videoherní hudbou. Nintendocore se vyvinul z různých stylů hardcore punku a Heavy metalu a byl ovlivněn spoustou ostatních hudebních žánrů. Termín Nintendocore poprvé řekl jako vtip Nathan Winneke, zpěvák a leader skupiny Horse the Band.